# Brujas de Pendle

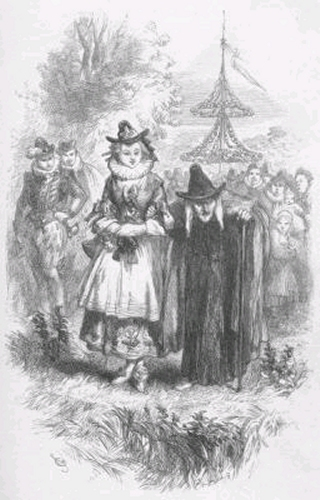
Dos de las brujas acusadas, Anne Whittle (Chattox) y su hija Anne Redferne. Ilustración de la novela The Lancashire Witches (1849) de William Harrison Ainsworth.

Los juicios de las brujas de Pendle en 1612 forman parte de los procesos de brujas más famosos en la historia de Inglaterra y se encuentran entre los mejores documentados del siglo XVII. Los doce reos vivían en la zona alrededor de Pendle Hill en Lancashire y fueron acusados del asesinato de diez personas por el uso de la brujería. Con excepción de dos de ellos, fueron enjuiciados en el Assize de Lancaster el 18 y 19 de agosto de 1612, junto con las brujas de Samlesbury y otras, en una serie de juicios que han sido conocidos como los juicios de brujas de Lancashire. Otro acusado fue procesado en el Assize de York el 27 de julio de 1612 y otra murió en prisión. De los once individuos que fueron procesados —nueve mujeres y dos hombres—, diez fueron hallados culpables y ejecutados en la horca y una fue declarada inocente.
Los juicios fueron inusuales para la Inglaterra de la época por dos motivos: la publicación oficial de las actas del juicio por el secretario judicial Thomas Potts en su The Wonderfull Discoverie of Witches in the Countie of Lancaster; y el número de brujas ahorcadas juntas: diez en Lancaster y una en York. Se ha estimado que todos los juicios de brujas en Inglaterra entre inicios del siglo XV y principios del siglo XVIII resultaron en menos de 500 ejecuciones, por lo que esta serie de juicios durante el verano de 1612 representa más del 2% de ese total.
Seis de las brujas de Pendle provenían de una de dos familias, cada una dirigida por una mujer de unos ochenta años al momento de los juicios: Elizabeth Southerns (alias, Demdike), su hija Elizabeth Device y sus nietos James y Alizon Device; Anne Whittle (alias Chattox) y su hija Anne Redferne. Las otras acusadas fueron Janes Bulcock y su hijo John Bulcock, Alice Nutter, Katherine Hewitt, Alice Gray y Jennet Preston. Los brotes de brujería en y alrededor de Pendle podrían demostrar el grado en que la gente podía ganarse la vida haciéndose pasar por brujas. Muchos de los alegatos procedieron de las acusaciones que los miembros de las familias Demdike y Chattox hicieron unos contra otros, quizás debido a que estaban en competencia por tratar de ganarse la vida con la curación, mendicidad y extorsión.

## Antecedentes religiosos y políticos

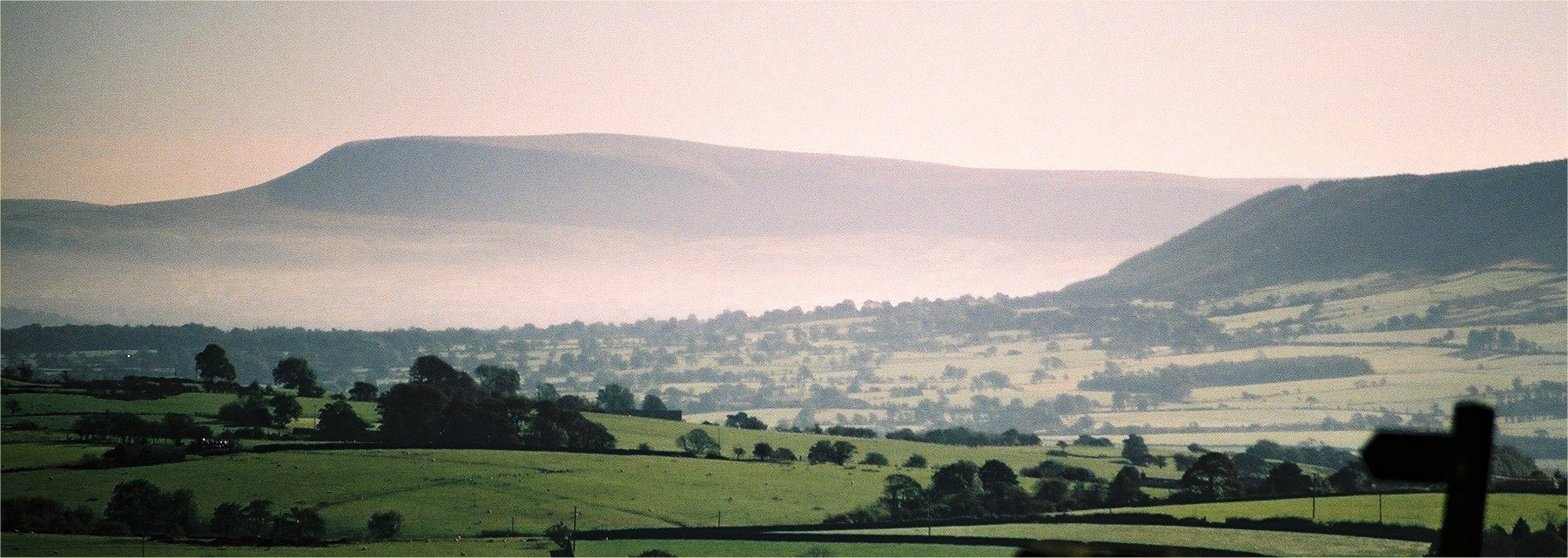
Pendle Hill desde el noroeste. A la derecha se encuentra el extremo oriental del Longridge Fell, que está separado de Pendle Hill por el valle de Ribble.

Las brujas acusadas vivían en el área en torno a Pendle Hill en Lancashire, un condado que, a fines del siglo XVII, era considerado por las autoridades como una región salvaje y sin ley: un área «legendaria por sus robos, violencia y laxitud sexual, donde la Iglesia era honrada sin mayor entendimiento de sus doctrinas por la gente común». La vecina abadía cisterciense de Whalley había sido disuelta por Enrique VIII en 1537, una medida fuertemente resistida por la población local, sobre cuyas vidas la abadía había ejercido hasta entonces una poderosa influencia. A pesar de la clausura de la abadía y la ejecución de su abad, la gente de Pendle permaneció fiel a sus creencias católicas y volvieron abiertamente al catolicismo con el ascenso de la reina María al trono en 1553. Cuando la media hermana de María, Isabel llegó al trono en 1558, los sacerdotes católicos tuvieron que pasar nuevamente a la clandestinidad, pero en zonas remotas como Pendle continuaron celebrando misas en secreto.
Tras la muerte de Isabel en 1603, fue sucedida por Jacobo I. Fuertemente influenciado por la separación de Escocia de la Iglesia católica durante la Reforma Escocesa, Jacobo se interesó intensamente en la teología protestante y concentró buena parte de su curiosidad en la teología de la brujería. Para inicios de la década de 1590, se había convencido de que brujas escocesas estaban tramando en su contra. Tras una visita a Dinamarca, asistió al juicio en 1590 de las brujas de North Berwick, que fueron condenadas por usar brujería para mandar una tormenta contra el barco que llevaba a Jacobo y a su esposa Ana de regreso a Escocia. En 1597, escribió un libro, Daemonologie, en el que instruía a sus seguidores a que denunciaran y procesaran a cualquier partidario o practicante de brujería. Jacobo accedió al trono inglés en 1603 y un año más tarde se promulgó una ley que pedía la imposición de la pena capital cuando se comprobara que se había ocasionado daño por medio del uso de la magia o cuando se hubieran exhumado cadáveres con propósitos mágicos; sin embargo, Jacobo era escéptico de la evidencia presentada en los juicios de brujas, hasta el punto de exponer discrepancias en los testimonios presentados en contra de algunos acusados.
A inicios de 1612, el año de los juicios, todos los jueces de paz en Lancashire recibieron la orden de compilar una lista de los recusados en su área, es decir, de aquellos que se negaban a asistir a la Iglesia de Inglaterra y tomar la Eucaristía, una ofensa criminal en esa época. Roger Nowell de Read Hall, al extremo del bosque Pendle, era el juez de paz de Pendle. Fue en este contexto de búsqueda de disidentes religiosos que, en marzo de 1612, Nowell investigó una demanda presentada por la familia de John Law, un buhonero que decía haber sido atacado con brujería. Muchos de los que posteriormente pasaron a estar implicados mientras la investigación avanzaba se consideraban, en efecto, brujos, en el sentido de ser curanderos pueblerinos que practicaban magia, probablemente, a cambio de un pago; pero tales personajes eran comunes en la Inglaterra rural del siglo XVI y eran aceptados como parte de la vida campesina.
Quizás fue difícil para los jueces encargados de escuchar las pruebas —Sir James Altham y Sir Edward Bromley— entender la actitud del rey Jacobo hacia la brujería. El rey era el jefe del poder judicial y Bromley esperaba ser ascendido a una jurisdicción más cercana a Londres. Altham se acercaba al final de su carrera judicial, pero había sido recientemente acusado de mala práctica en el Assize de York, que había resultado en una mujer sentenciada a la horca por brujería. Los jueces pueden no haber estado seguros si la mejor manera de ganarse el favor del rey era alentar la presentación de cargos o "poner a prueba a los testigos con escepticismo".

## Acontecimientos que condujeron a los juicios

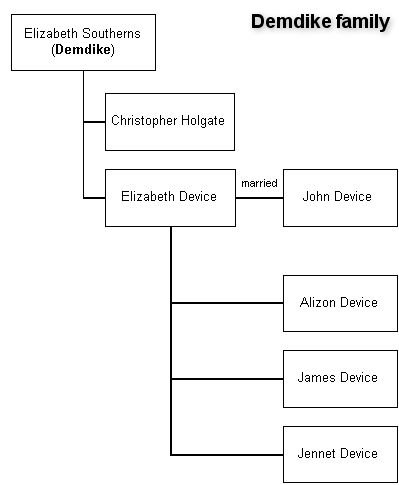
Familia de Elizabeth Southerns.

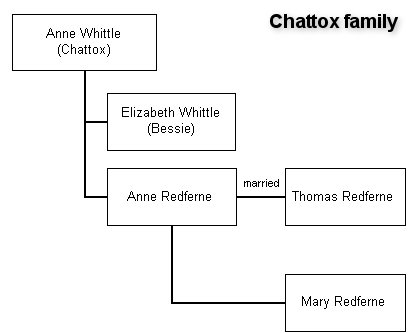
Familia de Anne Whittle.

Por cincuenta años, una de las acusadas —Demdike— había sido considerada en la zona como una bruja y algunas de las muertes de las que fueron acusadas las brujas habían ocurrido muchos años antes de que Roger Nowell empezara a interesarse en el tema en 1612. El evento que parece haber desencadenado la investigación de Nowell, que culminó en el juicio de las brujas de Pendle, ocurrió el 21 de marzo de 1612.
De camino al bosque Trawden, Alizon Device se encontró con John Law, un buhonero de Halifax, a quien le pidió unos alfileres. No queda claro si Device quería comprárselos (como declaró) y Law se negó a desarmar su carga para una pequeña transacción o si Device no tenía dinero y estaba mendigándolos (como sostuvo Abraham, el hijo de Law); sin embargo, pocos minutos después de su encuentro, Law sufrió una apoplejía de la cual culpó a Device. Al parecer, Alizon estaba convencida de sus propios poderes, pues, cuando Abraham Law la llevó a visitar a su padre pocos días después del incidente, Device habría confesado y pedido perdón.
Alizon Device, su madre Elizabeth y su hermano James fueron citados a comparecer ante Nowell el 30 de marzo de 1612. Alizon confesó que había vendido su alma al Diablo y que le había dicho que lisiara a John Law después que este la llamara ladrona. Su hermano, James, declaró que su hermana también había confesado haber embrujado a un niño local. Elizabeth estuvo más reticente y admitió únicamente que su madre, Demdike, tenía una marca en el cuerpo, algo que muchos, incluido Noweel, consideraban haber sido dejado por el Diablo tras haber chupado su sangre. Cuando fue interrogada sobre Anne Whittle (Chattox), la matriarca de la otra familia presuntamente involucrada en brujería en y alrededor de Pendle, Alizon vio quizás una oportunidad para vengarse. Puede que haya existido mala voluntad entre las dos familias, posiblemente por una disputa que databa de 1601, cuando un miembro de la familia Chattox irrumpió en Malkin Tower, el hogar de los Device, y robó bienes por un valor de unos £1, el equivalente a unas £100 de 2008. Alizon acusó a Chattox de asesinar a cuatro hombres con brujería y de matar a su padre, John Device, que había fallecido en 1601. Afirmó que su padre había estado tan asustado por los Chattox que había accedido a darles anualmente 8 libras (3,6 kilogramos) de harina de avena a cambio de la promesa de no hacer daño a su familia. La harina fue entregada anualmente hasta el año previo a la muerte de John y, en su lecho de muerte, este sostuvo que su enfermedad había sido causada por Chattox debido a que no había pagado por protección.
El 2 de abril de 1612, Demdike, Chattox y la hija de esta última —Anne Redferne— fueron citadas para comparecer ante Nowell. Tanto Demdike como Chattox estaban ciegas para entonces (contaban con más de ochenta años) y ambas proporcionaron confesiones perjudiciales. Demdike declaró que había dado su alma al Diablo hacía veinte años, mientras que Chattox sostuvo que había otorgado su alma a "algo como un cristiano", bajo la promesa de que "no le faltaría nada y obtendría la venganza que deseaba." Si bien Anne Redferne no hizo ninguna confesión, Demdike afirmó que la había visto haciendo figuras de arcilla. Margaret Crooke, otra testigo oída por Nowell ese día, dijo que su hermano había caído enfermo y fallecido tras haber tenido un desacuerdo con Redferne y que este la había culpado frecuentemente por su enfermedad. Sobre la base de la evidencia y confesiones obtenidas, Nowell envió a Demdike, Chattox, Anne Redferne y Alizon Device a la cárcel de Lancaster para que fueran procesadas por maleficium —causar daño por medio de la brujería— en el Assize correspondiente.

### Reunión en Malkin Tower
El encarcelamiento y posterior juicio de las cuatro mujeres podría haber sido el fin del asunto, de no haber sido por una reunión organizada por Elizabeth Device en Malkin Tower, hogar de los Demdike, el 6 de abril de 1612, un Viernes Santo. Para alimentar a sus invitados, James Device robó una oveja de su vecino.
Asistieron a la reunión amigos y simpatizantes de la familia y, cuando Roger Nowell se enteró de la reunión, decidió investigar. El 27 de abril de 1612, se llevó a cabo una pesquisa ante Nowell y otro magistrado, Nicholas Bannister, para determinar el propósito de la reunión en Malkin Tower, quiénes habían asistido y qué había sucedido allí. Como resultado de la investigación, otras ocho personas fueron acusadas de brujería y llevadas a juicio: Elizabeth Device, James Device, Alice Nutter, Katherine Hewitt, John Bulcock, Jane Bulcock, Alice Gray y Jennet Preston. Como Preston vivía al otro lado de la frontera en Yorkshire, fue enviada al Assize de York; mientras que los otros fueron enviados a la cárcel de Lancaster para unirse a las cuatro que ya estaban aprehendidas allí.
Se cree que Malkin Tower habría estado ubicada cerca del pueblo de Newchurch en Pendle y que la casa habría sido demolida poco después de los juicios.

## Juicios
Las brujas de Pendle fueron juzgadas en un grupo que también incluida a las brujas de Samlesbury —Jane Southworth, Jennet Brierley y Ellen Brierley—, cuyos cargos incluían infanticidio y canibalismo; Margaret Pearson, la denominada bruja de Padiham, que estaba enfrentando su tercer proceso por brujería, esta vez por matar a un caballo; e Isobel Robey de Windle, acusada de usar brujería para causar enfermedad.
Algunas de las brujas de Pendle acusadas, como Alizon Device, parecen haber creído genuinamente ser culpables. Otras reclamaron su inocencia al final. Jennet Preston fue la primera en ser juzgada en el Assize de York el 27 de julio de 1612, donde fue hallada culpable y, posteriormente, ahorcada. Otros nueve —Alizon Device, Elizabeth Device, James Device, Anne Whittle, Anne Redferne, Alice Nutter, Katherine Hewitt, John Bulcock y Jane Bulcock— fueron hallados culpables y colgados en Gallows Hill en Lancaster el 20 de agosto de 1612. Elizabeth Southerns falleció mientras esperaba ser juzgada. Solo una de las acusadas, Alice Grey, fue hallada no culpable.

### Assize de York, 27 de julio de 1612
Jennet Preston vivía en Gisburn, en Yorkshire, por lo que fue enviada al Assize de York para ser juzgada. Sus jueces fueron Sir James Altham y Sir Edward Bromley. Preston fue acusada de asesinar a Thomas Lister con brujería, cargo al cual se declaró no culpable. Ya había comparecido ante Bromley en 1611, acusada de asesinar a un niño con brujería, pero fue hallada inocente. La evidencia más condenatoria encontrada contra ella consistía en que cuando fue llevada a ver el cuerpo de Lister, el cadáver «sangró sangre fresca, en presencia de todos los allí presentes», después de que ella lo tocó. Según una declaración dada por James Device a Nowell el 27 de abril, Jennet había asistido a la reunión de Malkin Tower para buscar ayuda con el asesinato de Lister. Finalmente, fue hallada culpable y sentencia a morir en la horca.

### Assize de Lancaster, 18–19 de agosto de 1612

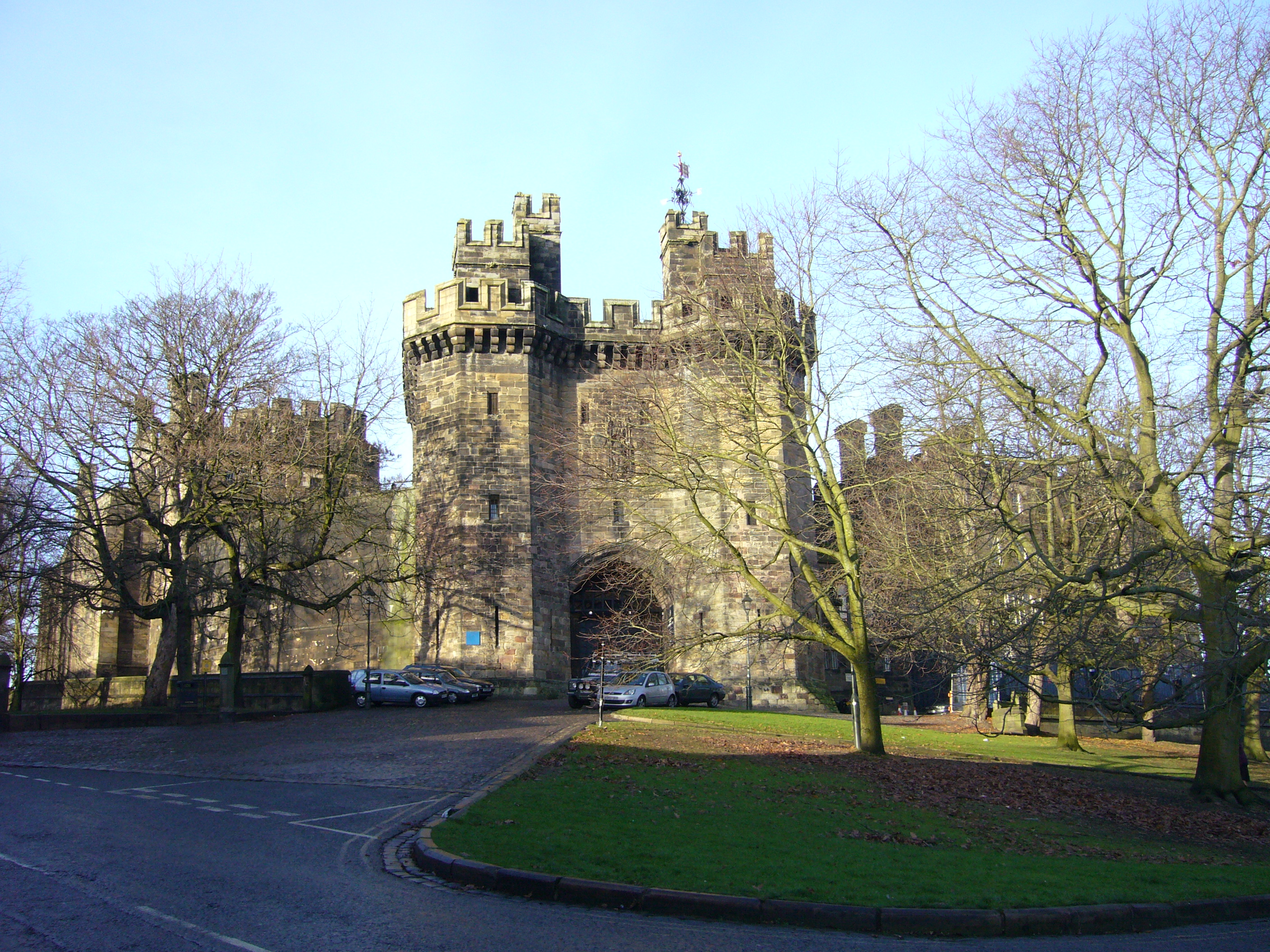
Castillo de Lancaster, donde tuvo lugar el Assize de York en 1612.

Los demás acusados vivían en Lancashire, por lo que fueron enviados al Assize de Lancaster para ser juzgados. Los jueces fueron nuevamente Altham y Bromley; mientras que el fiscal fue el magistrado local Roger Nowell, que había sido responsable de recoger las varias declaraciones y confesiones de los acusados. Jennet Device, de nueve años, fue una testigo clave para la parte acusadora, una situación que no se habría permitido en muchos otros procesos criminales del siglo XVII; sin embargo, el rey Jacobo había defendido la suspensión de las reglas normales de presentación de evidencia para los juicios de brujas en su libro Daemonologie. Jennet no solo identificó a quienes habían asistido a la reunión de Malkin Tower, sino que también presentó evidencia contra su madre, hermano y hermana.
18 de agosto
Anne Whittle (Chattox) fue acusada del asesinato de Robert Nutter. Se declaró inocente, pero la confesión que había rendido ante Roger Nowell fue leída en voz alta en la corte y James Robinson, quien había vivido con la familia Chattox veinte años antes, también presentó evidencia en su contra. Robinson afirmó que recordaba que Nutter había acusado a Chattox de volver agria su cerveza y que era comúnmente considerada una bruja. Chattox se quebró y admitió su culpa, a la vez que pidió perdón a Dios y a los jueces que fueran misericordiosos con su hija, Anne Redferne.
Elizabeth Device fue acusada de los asesinatos de James Robinson, John Robinson y, junto con Alice Nutter y Demdike, del asesinato de Henry Mitton. Potts anotó que «esta bruja odiosa» sufría de una deformidad facial, dado que su ojo izquierdo estaba más abajo que su ojo derecho. El testigo principal contra Device fue su hija, Jennet, quien tenía unos nueve años de edad. Cuando se le solicitó a Jennet que se pusiera de pie y diera evidencia contra su madre, Elizabeth comenzó a gritar y a maldecir a su hija, lo que forzó a los jueces a disponer que fuera retirada de la sala antes de que las pruebas fueran oídas. Jennet fue colocada ante una mesa y declaró que creía que su madre había sido una bruja por tres o cuatro años. También sostuvo que su madre tenía un familiar llamado Ball, que aparecía bajo la forma de un perro marrón. Jennet afirmó que había presenciado conversaciones entre Ball y su madre, en las cuales Ball le había pedido ayuda con varios asesinatos. James Device también proveyó de evidencia contra su madre, al afirmar que la había visto fabricar una figura de arcilla de una de sus víctimas: John Robinson. Elizabeth Device fue hallada culpable.
James Device se declaró inocente de los asesinatos con brujería de Anne Townley y John Duckworth; sin embargo, tanto él como Chattox habían hecho una confesión previa ante Nowell, la cual fue leída en la corte. Tanto esta declaración como la evidencia presentada en su contra por su hermana Jennet, quien dijo que lo había visto pidiendo a un perro negro que había invocado que lo ayudara a matar a Townley, fue suficiente para persuadir al jurado de su culpabilidad.
19 de agosto
El juicio de las tres brujas de Samlesbury tuvo lugar antes de la primera aparición de Anne Redferne en la corte, por la tarde, acusada del asesinato de Robert Nutter. La evidencia en su contra fue considerada insuficiente y fue absuelta. Anne Redferne no tuvo tanta suerte al día siguiente, cuando enfrentó su segundo juicio por el asesinato del padre de Robert Nutter, Christopher, del cual se declaró inocente. La declaración de Demdike ante Nowell, que acusaba a Anne de haber fabricado figuras de arcilla de la familia Nutter, fue leída en la corte. Los testigos fueron llamados a declarar que Anne era una bruja «más peligrosa que su madre»; sin embargo, Anne se negó a admitir su culpa al final y no presentó evidencia alguna contra los otros acusados. Finalmente, Anne Redferne fue hallada culpable.
Jane Bulcock y su hijo John Bulcock, ambos de Newchurch en Pendle, fueron acusados y hallados culpables del asesinato por medio de la brujería de Jennet Deane. Ambos negaron haber asistido a la reunión de Malkin Tower, pero Jennet Device identificó a Jane como una de las asistentes y a John de haber estado encargado de voltear el asador para cocinar la oveja robada, la pieza central de la reunión del Viernes Santo en la casa de Demdike.
Alice Nutter, viuda de un yeoman terrateniente, parecía diferente a los demás acusados al ser comparativamente más rica. No realizó ninguna declaración ni antes ni durante el juicio, excepto para declararse inocente del cargo de asesinar a Henry Mitton por medio de la brujería. La fiscalía alegó que, junto con Demdike y Elizabeth Device, Nutter había causado la muerte de Mitton después que este se negó a darle un centavo que le había pedido. La única evidencia contra Alice parece haber sido que James Device afirmó que Demdike le había contado del asesinato y Jennet Device en su declaración sostuvo que había estado presente en la reunión de Malkin Tower. Alice se habría disculpado de la reunión en Malkin Tower de camino a una misa católica secreta (e ilegal) por el Viernes Santo y se negó a hablar por miedo a incriminar a sus compañeros católicos. Muchos miembros de la familia Nutter eran católicos y dos habían sido ejecutados por ser sacerdotes jesuitas: uno en 1584 y otro en 1600. Alice Nutter fue hallada culpable.
Katherine Hewitt (alias Mould-Heeles) fue acusada y encontrada culpable por el asesinato de Anne Foulds. Era la esposa de un sastre de Colne y había asistido a la reunión en Malkin Tower junto con Alice Gray. De acuerdo a la evidencia presentada por James Device, tanto Hewitt como Grey dijeron a los demás asistentes a la reunión que habían asesinado a Anne Foulds, una niña de Colne. Jennet Device también la identificó como una de las asistentes a la reunión de Malkin Tower.
Alice Gray fue acusada junto con Katherine Hewitt por el asesinato de Anne Foulds. Potts no provee un relato del juicio de Alice Gray y simplemente la mencionó como una de las brujas de Samlesbury —aunque no lo era, pues fue una de las identificadas como asistentes de la reunión de Malkin Tower— y la cuenta en la lista de inocentes.
Alizon Device, cuyo encuentro con John Law había desencadenado los acontecimientos que llevaron a los juicios, fue acusada de ocasionar daño por medio de la brujería y fue hallada culpable. A diferencia de los demás acusados, Alizon fue confrontada en la corte por su presunta víctima: John Law. Al parecer, Device habría creído genuinamente ser culpable, pues cuando Law fue llevado a la corte, Alizon cayó de rodillas y confesó entre sollozos.